# Giovanni Lilliu
Giovanni Lilliu (Barumini, 13 marzo 1914 – Cagliari, 19 febbraio 2012) è stato un archeologo, pubblicista, paleontologo e politico italiano, generalmente ritenuto il massimo conoscitore della civiltà nuragica.
Archeologo di fama internazionale, è conosciuto soprattutto per aver riportato alla luce la reggia nuragica di Su Nuraxi nel suo paese natale, dichiarata nel 1997 patrimonio dell'umanità da parte dell'UNESCO.

## Biografia
Laureato in Lettere classiche, è stato allievo di Ugo Rellini alla "Scuola Nazionale di Archeologia" di Roma, dove ha ottenuto la specializzazione. Dal 1943 al 1945 ha operato nella "Soprintendenza alle Antichità della Sardegna". Nel 1972 ha fondato e poi diretto per venti anni la "Scuola di specializzazione in Studi Sardi" dell'Università di Cagliari, ricoprendovi il ruolo di Professore ordinario di Paletnologia con l'insegnamento di Antichità sarde. Si considerava, insieme con Ernesto de Martino e Alberto Mario Cirese, uno dei fondatori della Scuola antropologica di Cagliari, sia in quanto ordinario di Paletnologia, sia come fondatore e poi a lungo Presidente dell'Istituto superiore regionale etnografico (ISRE) di Nuoro, sia soprattutto per i suoi vasti interessi transdisciplinari nello studio della preistoria. A lungo è stato Preside della Facoltà di Lettere e Filosofia. Ha diretto la rivista "Studi Sardi" e il "Nuovo Bollettino Archeologico Sardo".
Ha svolto anche attività politica a livello locale, essendo stato consigliere regionale dal 1969 al 1974 e consigliere comunale a Cagliari dal 1975 al 1980 sempre nelle file della Democrazia Cristiana. È stato membro di numerosi istituti scientifici italiani e stranieri e dal 1990 Accademico dell'Accademia dei Lincei. Nel 2007 ha ricevuto dalla Regione Autonoma della Sardegna l'onorificenza "Sardus Pater" istituita proprio in quell'anno quale riconoscimento da assegnare a cittadini italiani e stranieri che si siano distinti per particolari meriti di valore culturale, sociale o morale e abbiano dato lustro alla Sardegna. Muore a Cagliari il 19 febbraio 2012 all'età di 97 anni.

## Opere
- "I nuraghi della Sardegna" su "le vie d'Italia" 1953
- La civiltà dei Sardi dal Neolitico all'età dei Nuraghi, Torino 1963.
- Sculture della Sardegna nuragica, Cagliari 1966.
- La civiltà nuragica, Sassari 1982.
- Cultura e culture, Sassari 1995
- Arte e religione della Sardegna prenuragica, Sassari 1999 Archiviato il 24 gennaio 2013 in Internet Archive..
- La costante resistenziale sarda "Nuoro" (2002), su sardegnadigitallibrary.it. URL consultato il 13 agosto 2009 (archiviato dall'url originale il 24 gennaio 2013).
- La civiltà dei Sardi dal Paleolitico all'età dei Nuraghi "Nuoro" 2003- ISBN 88-86109-73-3
- La civiltà dei Sardi dal Neolitico all'età dei Nuraghi "Nuoro" 2004
- I nuraghi. Torri preistoriche di Sardegna "Nuoro" 2005
- Sardegna Nuragica "Nuoro" 2006
- (SC) Giovanni Lilliu, Sentidu de libbertade, 1ª ed., Cagliari, CUEC, 2004, ISBN 88-8467-183-3, OCLC 56122010.
- Sardegna e Mediterraneo negli scritti di Giovanni Lilliu : vol.1 Archiviato l'11 aprile 2021 in Internet Archive. 2008
- Sardegna e Mediterraneo negli scritti di Giovanni Lilliu : vol.2 Archiviato il 7 marzo 2022 in Internet Archive. 2008
- Sardegna e Mediterraneo negli scritti di Giovanni Lilliu : vol.3 Archiviato il 13 maggio 2021 in Internet Archive. 2008
- Sardegna e Mediterraneo negli scritti di Giovanni Lilliu : vol.4 Archiviato il 31 agosto 2021 in Internet Archive. 2008
- Sardegna e Mediterraneo negli scritti di Giovanni Lilliu : vol.5 Archiviato il 7 marzo 2022 in Internet Archive. 2008
- Sardegna e Mediterraneo negli scritti di Giovanni Lilliu : vol.6 Archiviato il 7 marzo 2022 in Internet Archive. 2008
- Giovanni Lilliu, Opere, a cura di Alberto Contu, Zonza Editori, 2008, ISBN 978-88-8470-209-8.